# Valašsko
Valašsko je tradiční etnografický region v nejvýchodnější části Moravy, u hranic se Slovenskem. Rozprostírá se v hornaté a lesnaté oblasti na povodí Dřevnice, Vláry a horní Bečvy, na území okresu Vsetín, značné části okresu Zlín a případně (v závislosti na vymezení) i přilehlých částech okresů Kroměříž, Nový Jičín a Frýdek-Místek. Východní částí se překrývá s CHKO Beskydy, ačkoliv samotné Moravskoslezské Beskydy tvoří spíše severní hranici Valašska a jádrem valašského území je Hostýnsko-vsetínská hornatina a severní část Vizovické vrchoviny. Území zahrnované do Valašska zaujímá plochu zhruba 2000 km² a přibližně 250 tisíc obyvatel (velmi záleží na míře začlenění Zlína).
Jde o svébytný národopisný a kulturní region, sousedící na jihozápadě se Slováckem, na západě s Hanou a na severu s Lašskem. Na Slovensku na něj navazuje na jihovýchodě Pováží a na východě Kysuce, které mají podobný charakter. V Rožnově pod Radhoštěm se nachází skanzen Valašské muzeum v přírodě, v němž byly soustředěny předměty regionální valašské lidové kultury a řemesel, včetně zachovaných domů ze zdejších měst a vesnic. Nejlidnatějšími městy Valašska jsou Zlín (na okraji), Vsetín a Valašské Meziříčí, další důležitá střediska jsou Rožnov, Vizovice nebo Valašské Klobouky.

## Název a původ
Pojmenování Valach je slovanskými jazyky přejaté slovo Walhs germánského původu, používané starověkými Góty pro pojmenování Keltů, romanizovaných Keltů a románskými jazyky mluvících národů. Téhož původu je zastaralý výraz „Vlach“ = Ital.
Název mohl mít více kořenů. V germánském označení pro Římany a později v německém prostředí označuje obyvatele mluvící románskými jazyky i prostě skupinu lidí mluvící nesrozumitelným jazykem i skupinu lidí, která se živí specifickou činností – pastevectvím a chovem ovcí. Pravděpodobně se jednalo o románskou jazykovou skupinu původem z oblasti dnešního Rumunska, která byla ve středověku slovanizována, ale zachovala si své zvyky a povolání pastýřů.
Byli takto pojmenováni i romanizovaní Romové, zejména ti, kteří několik století žili jako otroci na rumunském Valašsku a kteří si plně nebo částečně přivlastnili rumunský jazyk a kteří po osvobození v roce 1856 zemi opustili. Časté romské příjmení Oláh je maďarský ekvivalent slovanského Valach „Rumun“.
V českých zemích ve středověku a novověku, bylo slovo valach používáno jako označení pro pastevce. Také se přeneslo na význam „kastrovaný kůň“, neboť valašští pastevci tuto kastraci často prováděli.

### Teorie valašské kolonizace
Vídeňský filolog Franc Miklošič došel v 70. letech 19. století k závěru, že některá slova v nářečích východní Moravy mají původ v rumunštině. Na základě tohoto svého zjištění vypracoval teorii o tzv. valašské kolonizaci. Ta měla probíhat teprve od 14. do 17. století. Valašské pastýřské kmeny měly dle ní migrovat z oblasti dnešního jižního Rumunska (původní Valašsko) podél karpatského oblouku směrem na západ.
Na své migrační cestě měli Valaši postupně ztratili svůj původní jazyk, s výjimkou některých slov (bača, brynza, geleta, strunga, pajta, šafel, urda, kumhár, ogar apod.), která používají ve svém nářečí, ale zároveň si měli zachovat mnoho ze své kultury (zejména folklór, hudbu a kroje) a hospodářské zvyky, zejména chov ovcí.
Slabinou celé teorie bylo, že Miklošič ji založil na poměrně malém vzorku slov a většina badatelů ji přejímala především pod vlivem jeho autority. Poté co Dimitr Krandžalov provedl kritický rozbor přibližně tisíce slov z moravského Valašska, kterým byl přičítán rumunský původ, ukázalo se, že pouze 24 z nich je rumunského původu nebo zprostředkování. Ta byla navíc společná všem slovanským jazykům v Karpatech (slovenštině, polštině a ukrajinštině). Naopak se ukázalo, že některá „valašská slova“ nejsou rumunského, ale slovanského původu, a naopak byla ze slovanských území přenesena do etnicky rumunských oblastí.
V etymologii je proto teorie valašské kolonizace považována za překonanou. Slovo Valach bylo mnohem pravděpodobněji na obyvatele východní Moravy přeneseno jako obecné označení pastevců, horalů, nikoli jako označení etnické. Naopak genetický výzkum valašských mužů z roku 2011 poukázal na nízkou variabilitu markeru Y-STR, která je netypická u české, slovenské či polské populace - a je naopak typická pro izolované balkánské populace (Arumuni, Csángó, Bulhaři a Makedonští Romové).

## Dějiny

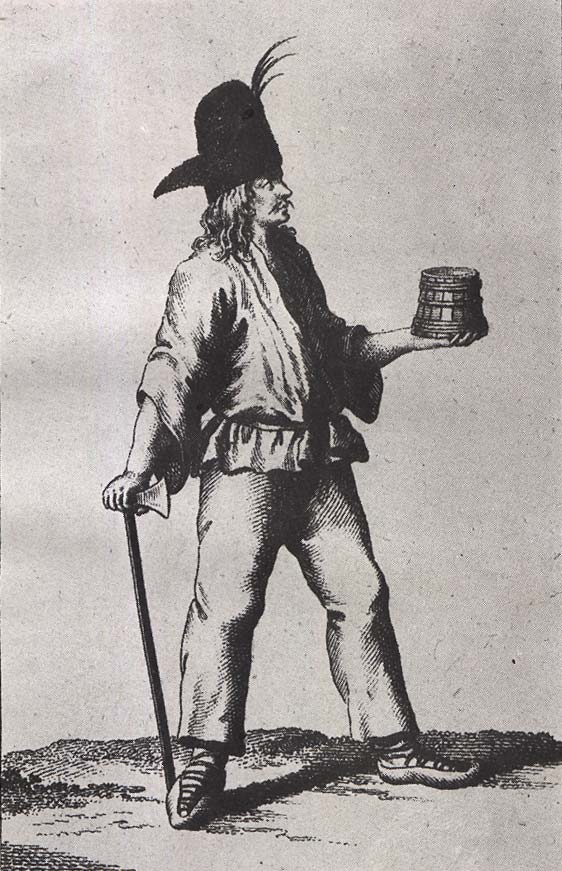
Zálesák od Vsetína a Brumova, 1786

Východ Moravy má oproti jiným jejím oblastem specifickou historii. Tradičně bylo toto neúrodné periferní území jen řídce osídleno. Ve 13. století došlo k osídlování dolin, tehdy se na kolonizaci podíleli především mnišské řády. V druhé polovině 15. století dochází v oblasti k tzv. valašské kolonizaci, v rámci které přicházejí pastevci (Valaši) z oblasti dnešního Slovenska a Polska. Často se uvádí, že Valaši byli Rumuni (Valašsko je jedním z regionů Rumunska), ovšem etnicky i jazykově šlo o Slovany, kteří si nicméně osvojili některé prvky valašsko-rumunského způsobu života. Rumuni patrně stáli u počátku valašské kolonizace, která započala v 14. století v jižních Karpatech, a která se postupně šířila po karpatském oblouku na sever a poté na západ. Nedocházelo ovšem tolik ke kolonizaci jako takové, karpatské obyvatelstvo jen přejímalo valašský způsob života.

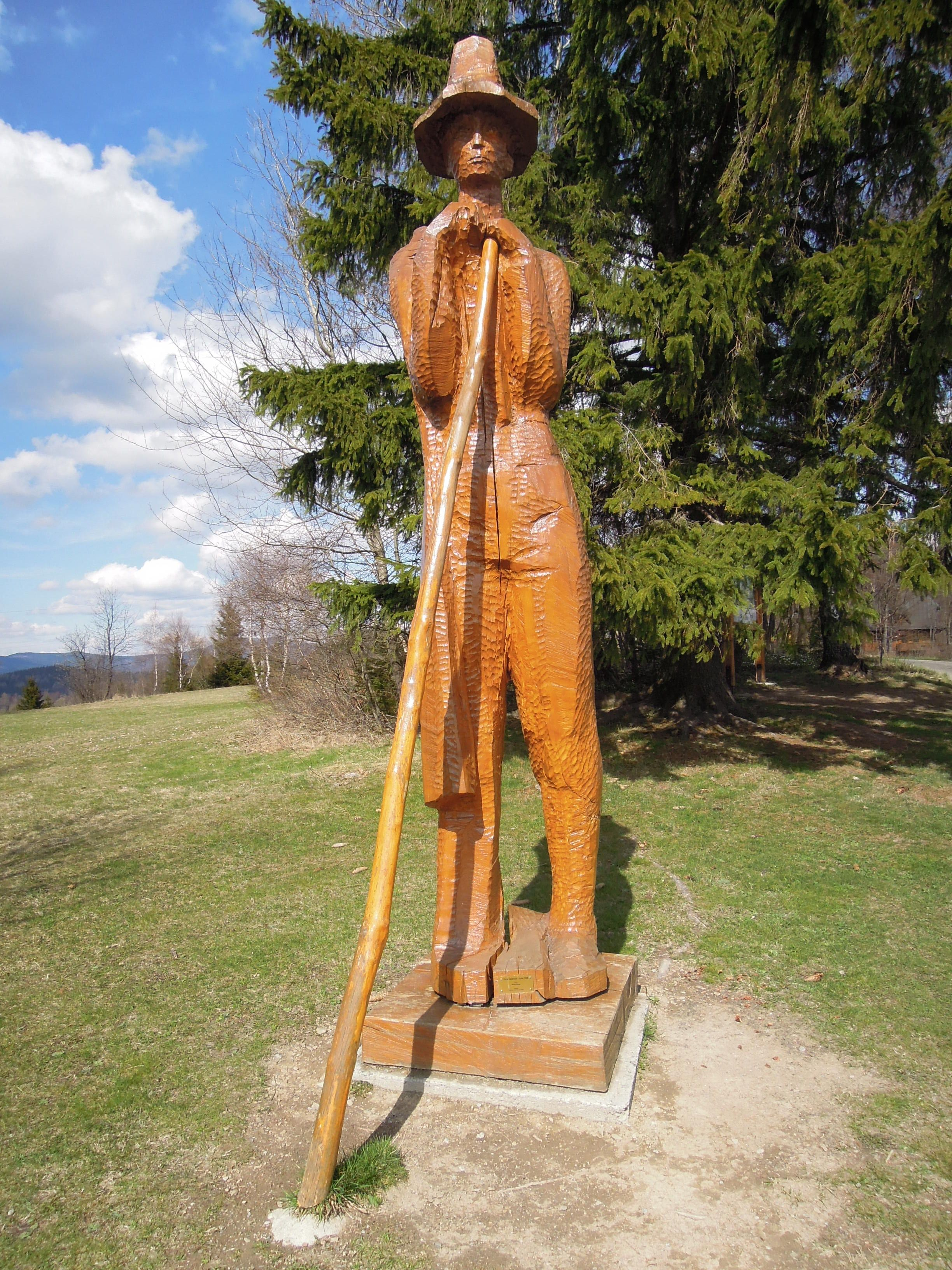
Dřevěná plastika Valacha na Soláni

Pojem Valašsko se vžil pozvolna a s časovým odstupem. K jeho rozšíření přispěla také třicetiletá válka a valašské povstání. Již koncem roku 1620 se Valaši vzbouřili proti Habsburkům. Valašské povstání trvalo s přestávkami až do roku 1644, kdy bylo krvavě potlačeno, definitivně po bitvě u Vsetína. Ve Vsetíně bylo 15. února 1644 popraveno na 200 Valachů a další byli popraveni v Brně. V souvislosti s událostmi té doby se více vžil pojem Valašsko. V terminologii vrchnosti slovo Valach znamenalo totéž co rebel či nespokojený živel.[zdroj⁠?!]
Dne 6. října 1663 zahynulo dvě stě Valachů při obraně Hrozenkovského průsmyku proti mnohonásobné přesile osmanských Turků a jejich krymskotatarských spojenců, kteří následně vpadli na jižní Valašsko, zpustošili území až po Uherský Brod a odvlekli tisíce lidí do otroctví.
Neklidným obdobím bylo i 18. století, kdy se lid bouřil proti náboženskému a sociálnímu útlaku. Na Valašsku přežívala tajně evangelická víra. Náboženský útlak částečně odstranil toleranční patent, který vydal císař Josef II. v roce 1781.
Koncem 19. století byla na území Valašska z různých směrů přivedena železnice, roku 1885 do Vsetína (1908 protažena do Velkých Karlovic), 1899 do Vizovic a na jihu roku 1888 Vlárská dráha přes Bylnici. Valašské Meziříčí se stalo významným železničním uzlem.
Vznikem Československa se snížila odlehlost a zaostalost Valašska, které se ocitlo uprostřed nového státu. Ve Zlíně, původně nevýznamném městečku na okraji valašského regionu, probíhal od 20. let stavební a průmyslový rozmach založený na prosperitě a velkorysých plánech firmy Baťa. Byly propojeny železniční tratě v severní a jižní části Valašska (trať Hranice – Púchov, trať Horní Lideč – Bylnice), což zlepšilo jeho dopravní dostupnost a obslužnost. Významným rozvojovým počinem bylo také založení zbrojovky ve Vsetíně roku 1937.
V době druhé světové války na Valašsku působili partyzáni. Němečtí nacisté tehdy vypálili několik osad a vyvraždili tamní obyvatele. Nejznámější z těchto osad jsou Prlov a Ploština.
Po válce proběhla další industrializace a valašská města získala výrazněji průmyslový a sídlištní charakter.
Mapování dějin Valašska a života jeho lidu se od roku 1925 věnuje Valašské muzeum v přírodě v Rožnově pod Radhoštěm. Toto živé muzeum pořádá každý rok i mnoho nejrůznějších akcí inspirovaných folklorem, lidovými zvyky a tradičními řemesly. Současně organizuje výstavy a tematické vzdělávací pořady.
Cíl propagovat Valašsko jako svébytný a atraktivní turistický region měl také roku 1997 recesisticko-komerční projekt „Valašské království“, jehož tváří byl populární herec a komik Bolek Polívka (rodák z Vizovic). V rámci tohoto projektu byly vedle pokusu o konkrétní geografické vymezení Valašska také navrženy valašský znak a vlajka.

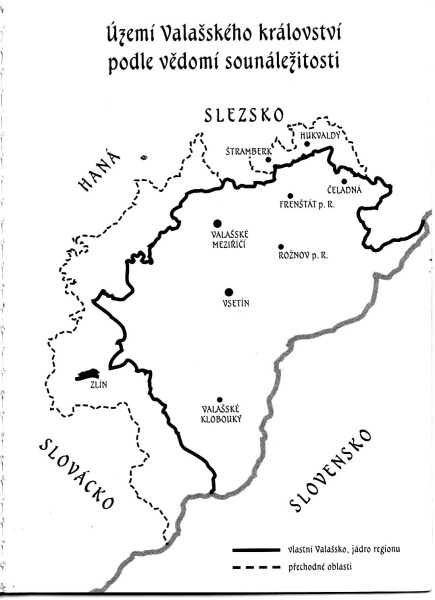
První mapa Valašského království (1997)

## Území Valašska

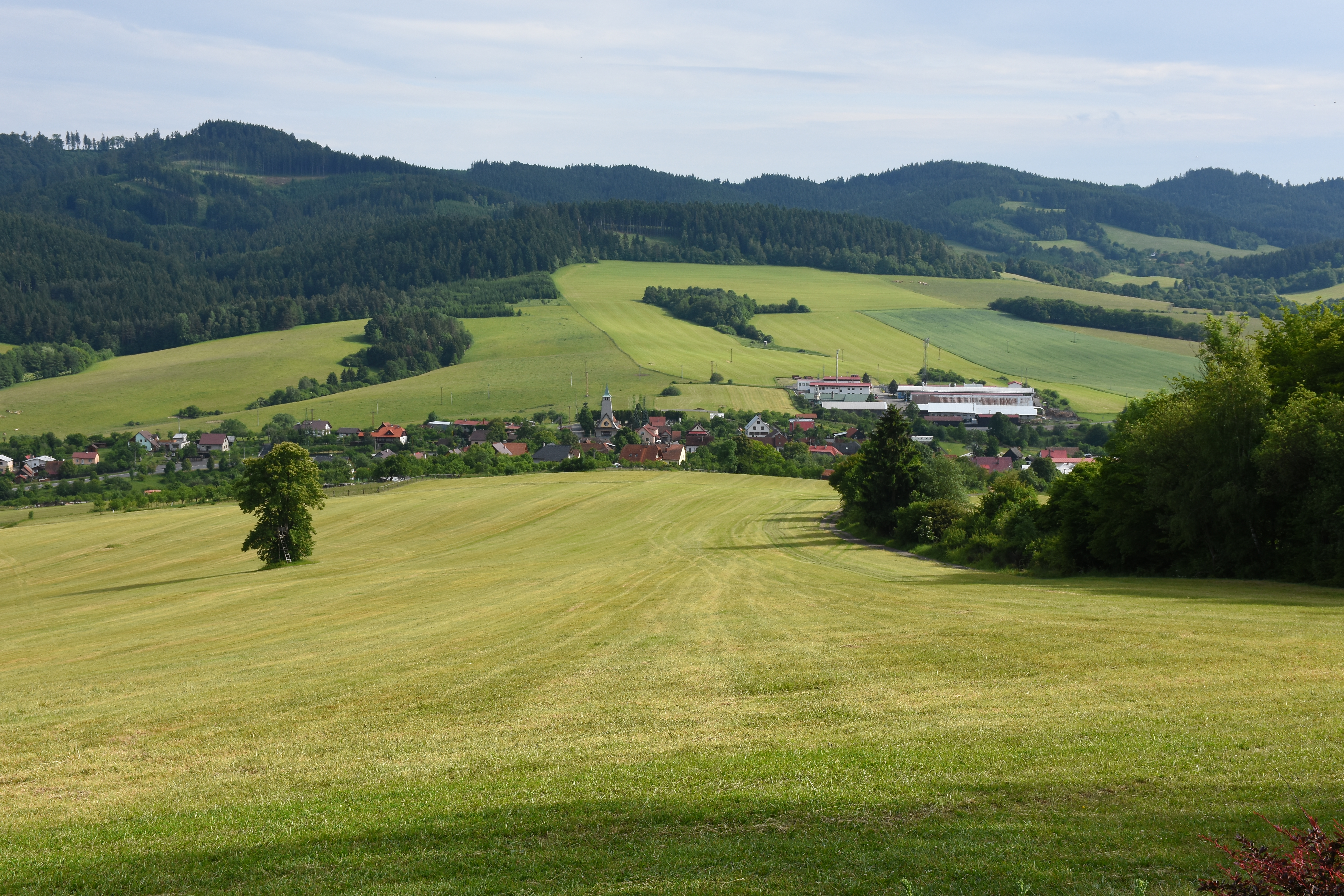
Pohled na část obce Střelná a typickou valašskou krajinu

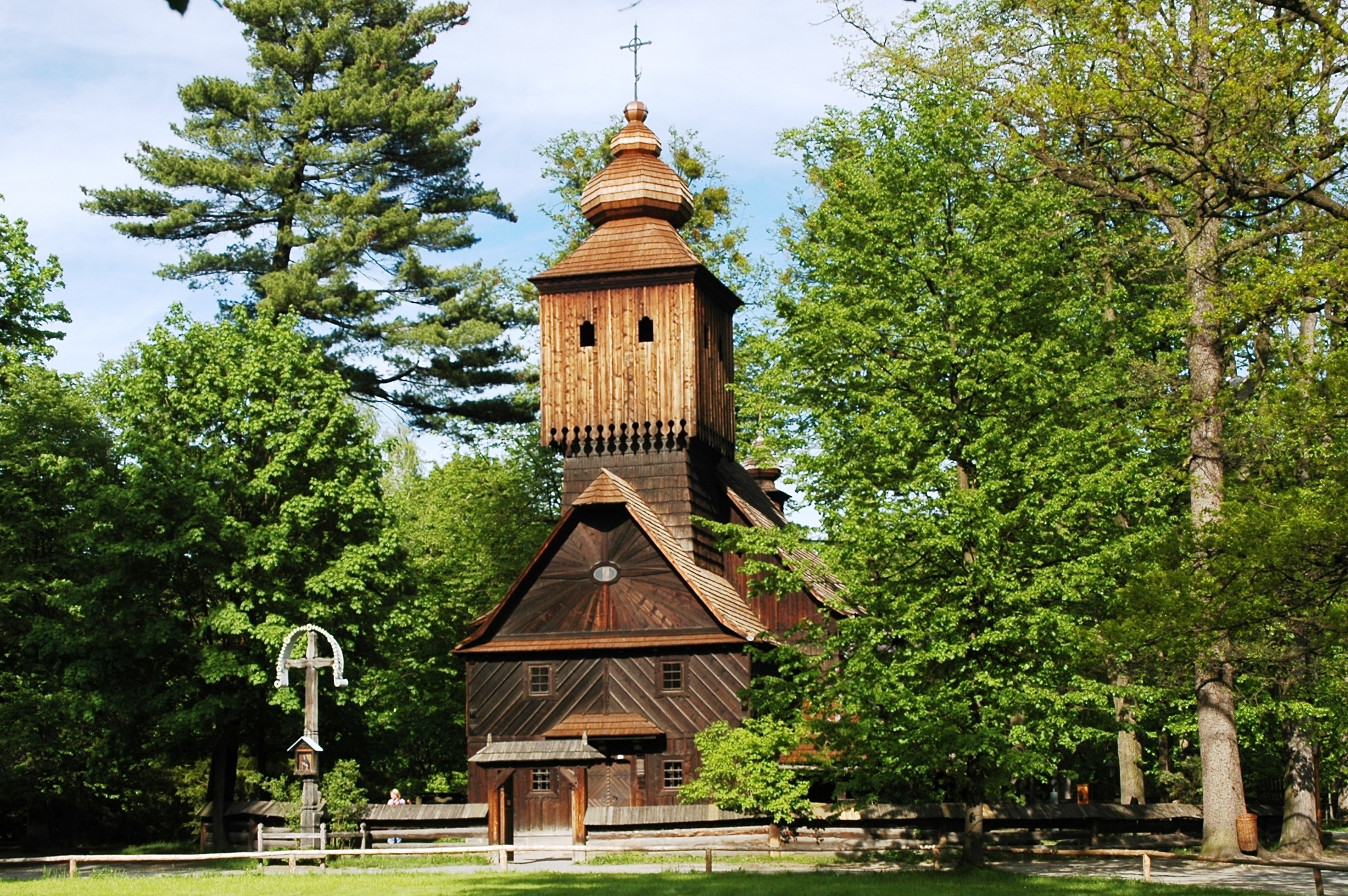
Kostel z Větřkovic u Příbora v Dřevěném městečku, součást Valašského muzea v přírodě v Rožnově pod Radhoštěm

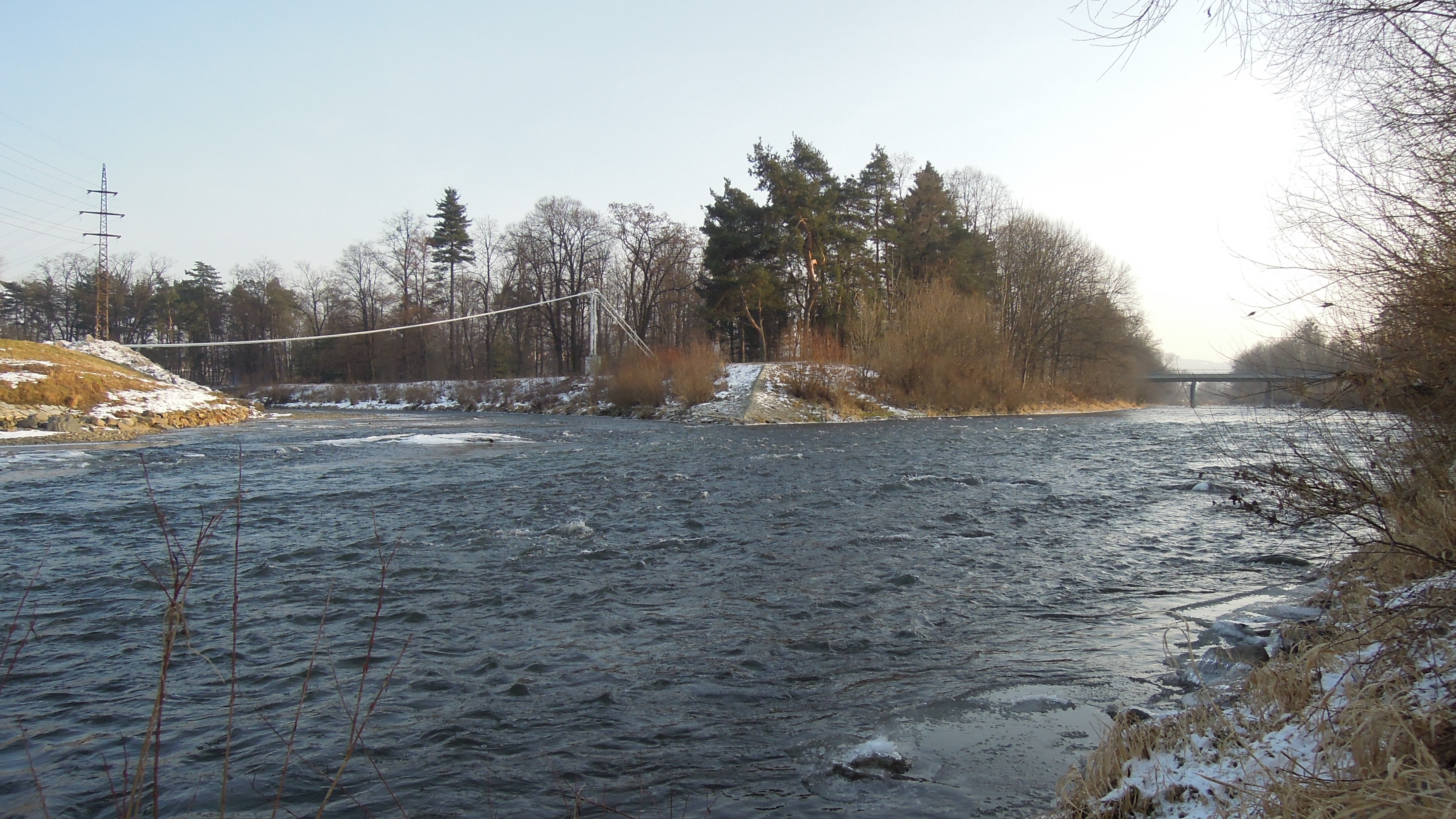
Soutok Rožnovské (vlevo) a Vsetínské Bečvy u Valašského Meziříčí

Územní rozsah není možné vymezit jednoznačně, kromě (jiho)východní hranice, která je dána státní hranicí se Slovenskem. Navíc existují různá hlediska, podle nichž se region vymezuje – typ krajiny, bývalý způsob života, kroje, nářečí. Dříve hrálo hlavní roli hospodářství. Valašsko bylo tam, kde se provozovalo karpatské salašnictví. Později, kdy salašnictví upadalo, se region vymezoval podle kroje a nářečí. Dnes hraje hlavní roli identita obyvatel – Valašsko je tam, kde se lidé považují za Valachy.
Dále se Valašsko rozděluje na jádro regionu, okraj a přechodné oblasti. Za jádro je obvykle považováno Horní Vsacko, Vsetínsko, Rožnovsko a oblasti kolem Valašského Meziříčí na severu, Lukovsko na jihozápadě, Vizovsko a Valašské Klobouky na jihu. Na okraji leží např. Vizovice, Slavičín. Přechodné oblasti jsou: Podřevnicko (oblast kolem Zlína) – přechod mezi Slováckem, Hanou a Valašskem, avšak s převažujícím valašským vlivem, obvykle se řadí k Valašsku; dále Luhačovské Zálesí mezi Slováckem a Valašskem (bývá střídavě řazeno k oběma regionům), Hostýnské Záhoří na západě na hranicích s Hanou a severní úpatí Beskyd na pomezí Valašska a Lašska, resp. Kravařska.

### Města
- Brumov-Bylnice
- Karolinka
- Rožnov pod Radhoštěm
- Slušovice
- Valašské Klobouky
- Valašské Meziříčí
- Vizovice
- Vsetín
- Zubří

Na pomezí Valašska a sousedních oblastí:
- Frenštát pod Radhoštěm
- Fryšták
- Kelč
- Luhačovice
- Slavičín
- Zlín

### Řeky
- Bečva
  - Vsetínská Bečva
  - Rožnovská Bečva
- Vlára
- Dřevnice

### Vodní plochy
- Vodní nádrž Bystřička
- Vodní nádrž Horní Bečva
- Vodní dílo Karolinka

## Národnostní složení
Ve Valašsku se nacházelo k 1. březnu 2001 celkem 385 627 obyvatel. Z nich 88,83 % bylo národnosti české, 7,35 % národnosti moravské, 0,03 % národnosti slezské a 1,37 % národnosti slovenské a další. Na Valašsku byl v součtu občanů české a moravské národnosti, 96,18 %, podíl větší než součet občanů české a moravské národnosti v celé republice.

## Kroj

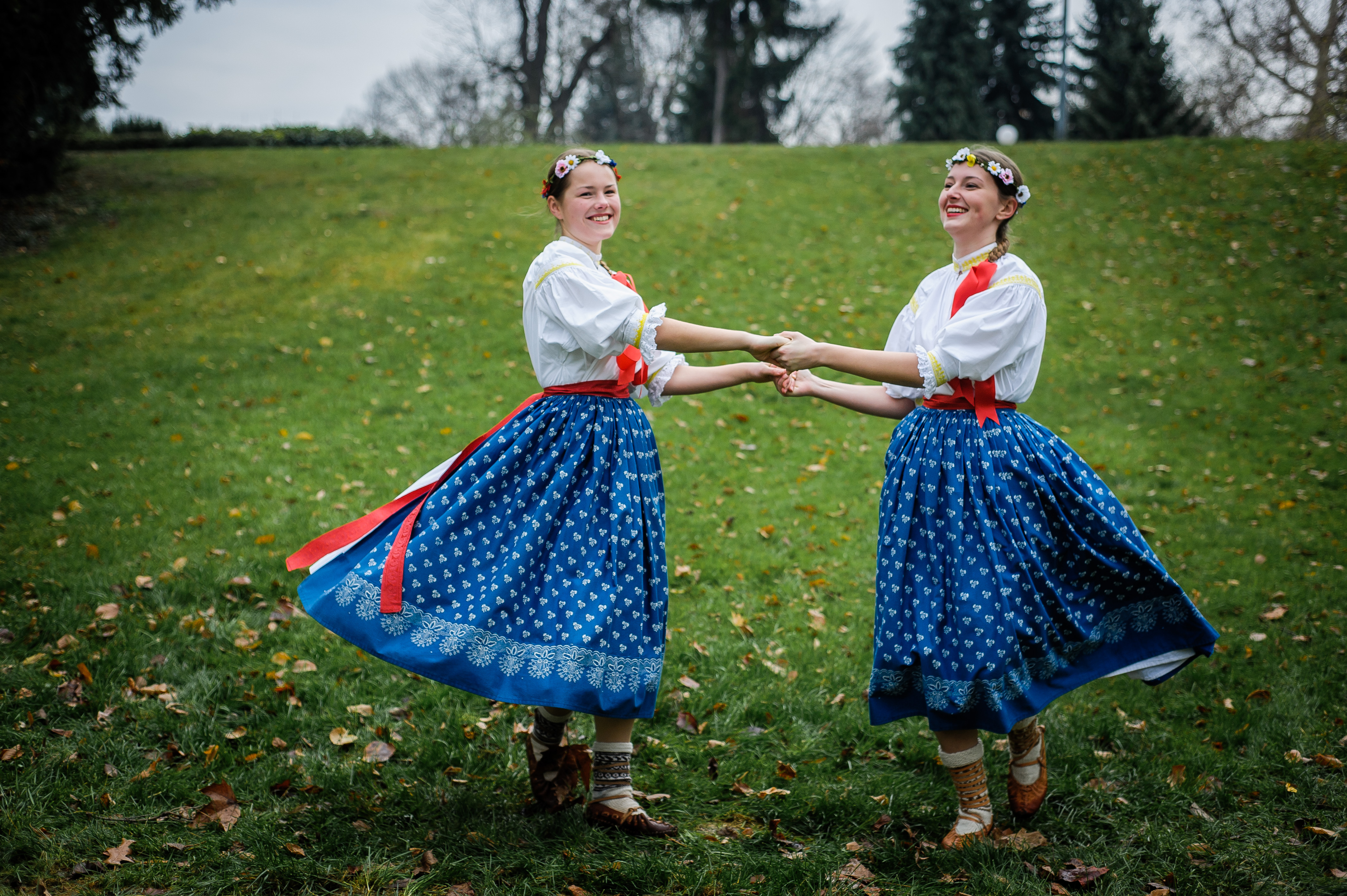
Ženský moravský valašský kroj.

### Ženský
- rukávce (plátěná košilka se širokými rukávy)
- kordulka, frydka (soukenná vestička zdobená sametkou, knoflíčky, vyšíváním, ...)
- rubáč, sudnička, košulka (spodní plátěná košilka s ramínky)
- spodnica (spodní nařasená sukně)
- zadní sukně, kasanka, kasaňka, šorec (zástěra vázaná odzadu dopředu)
- fěrtoch (zástěra vázaná odpředu dozadu)
- jupka (kabátek nošený ve všední dny)
- kanafaska (nařasená sukně s lněnou osnovou a bavlněným útkem)
- čepec (pokrývka hlavy vdaných žen)
- kopyce, kopaca, kopýtka (pletené vlněné ponožky)
- vlňák
- vyvazovačka (bílý sváteční šátek)
- punčochy (bílé, sváteční)
- soukenný kabátek (kabátek nošený ve svátek)
- šátek
- obuv (krpce, soukenné papuče, vysoké černé šněrovací boty)
- kožuch, kožůšek, šuba, mentýk (kožich)

#### Úprava vlasů
Svobodné dívky nosily cop s pěšinkou uprostřed zapletený stužkou. Vdané ženy si dva copy omotaly kolem hlavy a nasadily na ně čepec.

### Mužský
- košile, košula
- brunclek, vesta, frydka (soukenná vesta zdobená knoflíky a šňůrováním)
- gatě, kalhoty, nohavice
- kopyce, kopyca (bílé soukenné ponožky červeně lemované)
- župica (sváteční soukenný kabát sahající po kolena)
- halena, huňa (všední kabát ze sukna přírodní barvy)
- kožuch (kožich)
- kotula (spona na sepnutí výstřihu košile)
- obuv (krpce, soukenné papuče, vysoké šněrovací boty)
- opasek

## Nářečí
Valašské nářečí je nářeční podskupina, která patří do východomoravské nářeční skupiny. S tou má společnou řadu archaických jevů, které se v obecné češtině změnily, ale částečně jsou zachovány ve spisovném jazyce. Dále se zde vyskytují specifická slova (např. ogar – chlapec, brynza – ovčí, solí konzervovaný sýr, košár – ohrada pro dobytek), zejména pak specifické pojmy spojené se salašnictvím (pajta – otevřený přístřešek pro ukrytí stáda před letním deštěm, kumhár – závěs pro kotlík nad ohništěm v kolibě, geleta – jednouchá nádoba pro nadojené mléko, šafel – dřevěná nádoba pro vodu, větší a dvouuchá, urda – syrovátka, strunga – dřevěná ohrádka pro klidné dojení ovce atd.).

### Hlavní znaky
- místo dvojhlásky -ou- se zachovalo staročeské -ú- (múka, lúka, nejsú)
- i v hovorové řeči zachované -ý, -é místo obecně českého -ej, -í/ý
- místo skupiny -šť- je -šč- (ščika, ščestí)
- u sloves rozkazovacího způsobu koncovka -aj místo -ej (dívaj sa, hledajte)
- vztažné zájmeno sa místo se
- ve 3. pádě rodu mužského čísla množného koncovka -om (chlapom, lesom)
- v 6. pádě rodu mužského čísla množného koncovka -och (chlapoch, lesoch)
- zejména na severu se objevuje přízvuk na předposlední slabice (pod vlivem nářečí lašských)

### Slovní zásoba
- ogar, ogara, synek, syneček – syn, chlapec
- cérka, cérča, cérečka, cereňa, cérčisko, děvča, děvčica, děvucha – dcera, dívka
- roba – žena, manželka
- drúbja, děcko – dítě
- hafery – borůvky
- včil – teď
- zlavec – polštář
- hen – tam
- štús – hráň dřeva
- podarebně – zbytečně
- tož – tak, takže
- na potvoru – naschvál
- zemňák, zemák – brambora
- lecico, bársco – cokoliv
- lecigdo, bársgdo – kdokoliv
- stříň – svrchní vrstva zmrzlého sněhu
- cap – kozel
- jahňa – jehně
- krkoš, krkoška – větev
- šrubky – šrouby

### Přísloví
- Aj to najmenší kuřácko má drápky k sobě.
- Baranovi nemajú být rohy těžké.
- Co máš zesť dnes, zes zutra, co máš udělať zutra, udělaj dnes.
- Gdo si zmýšlá v jídle, roků sa nedožije.
- Každý oře jak može a vláčí jak stačí.
- Do nabitej flinty nefúkaj!

## Osobnosti
V abecedním pořadí:
- Antonín Bajaja, spisovatel

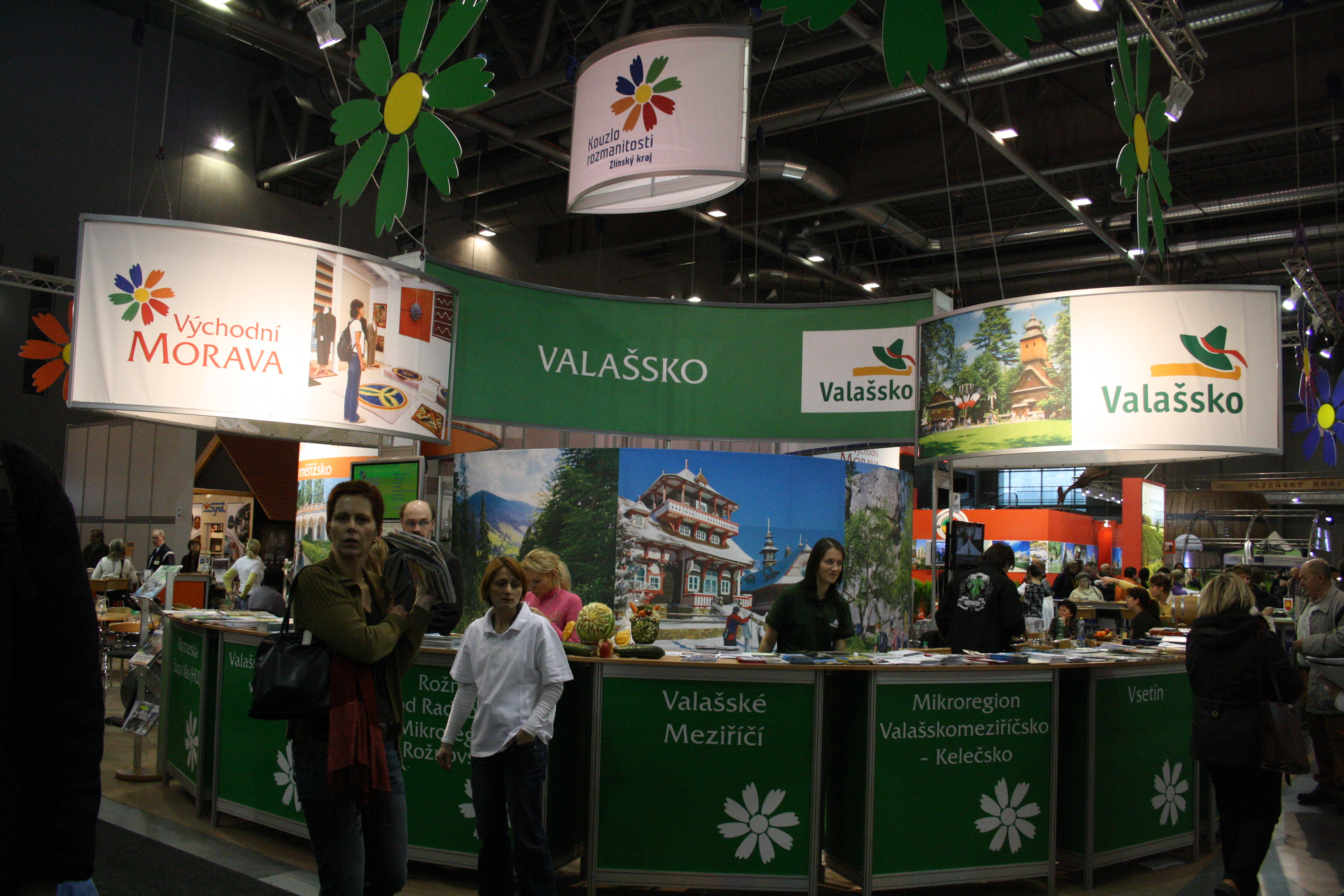
Prezentace Valašska na veletrhu Regiontour 2010

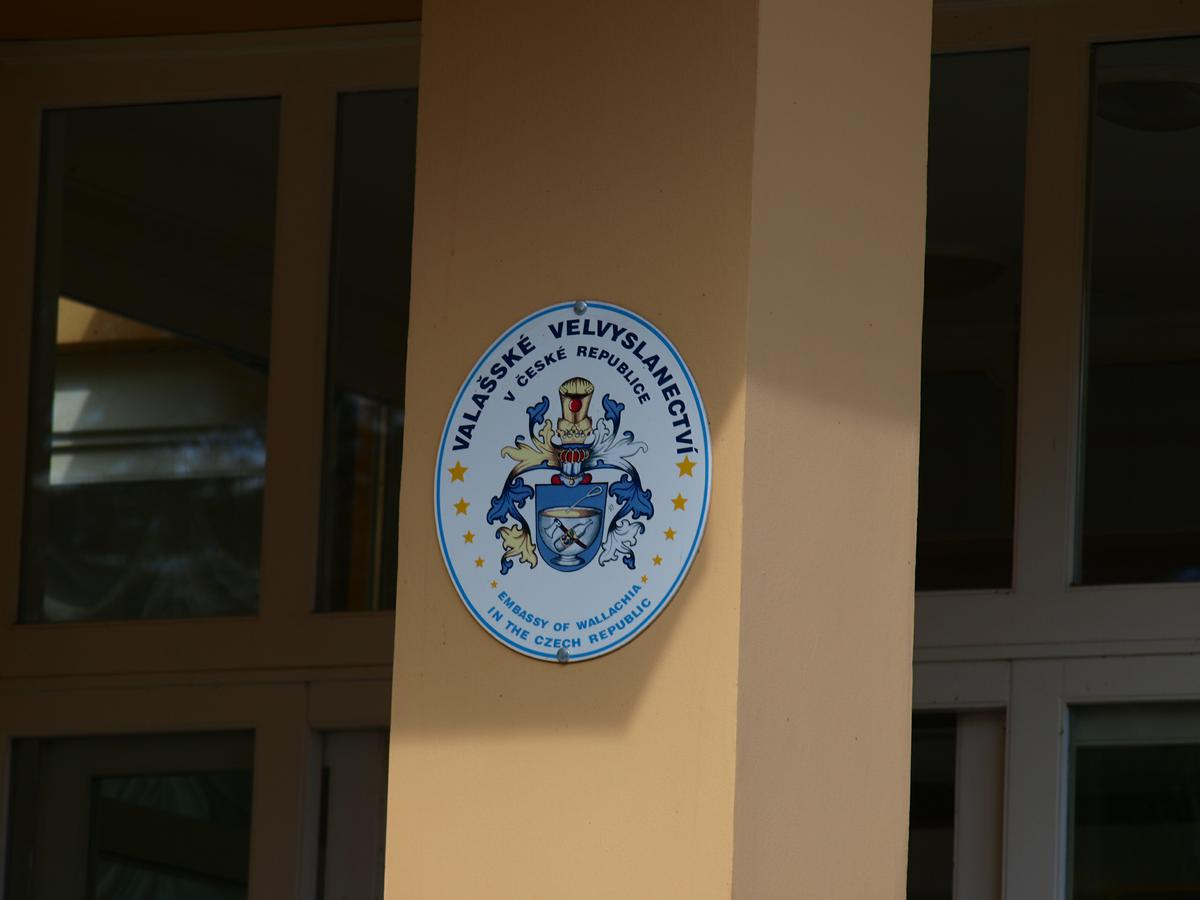
Znak Valašského velvyslanectví v Karlových Varech

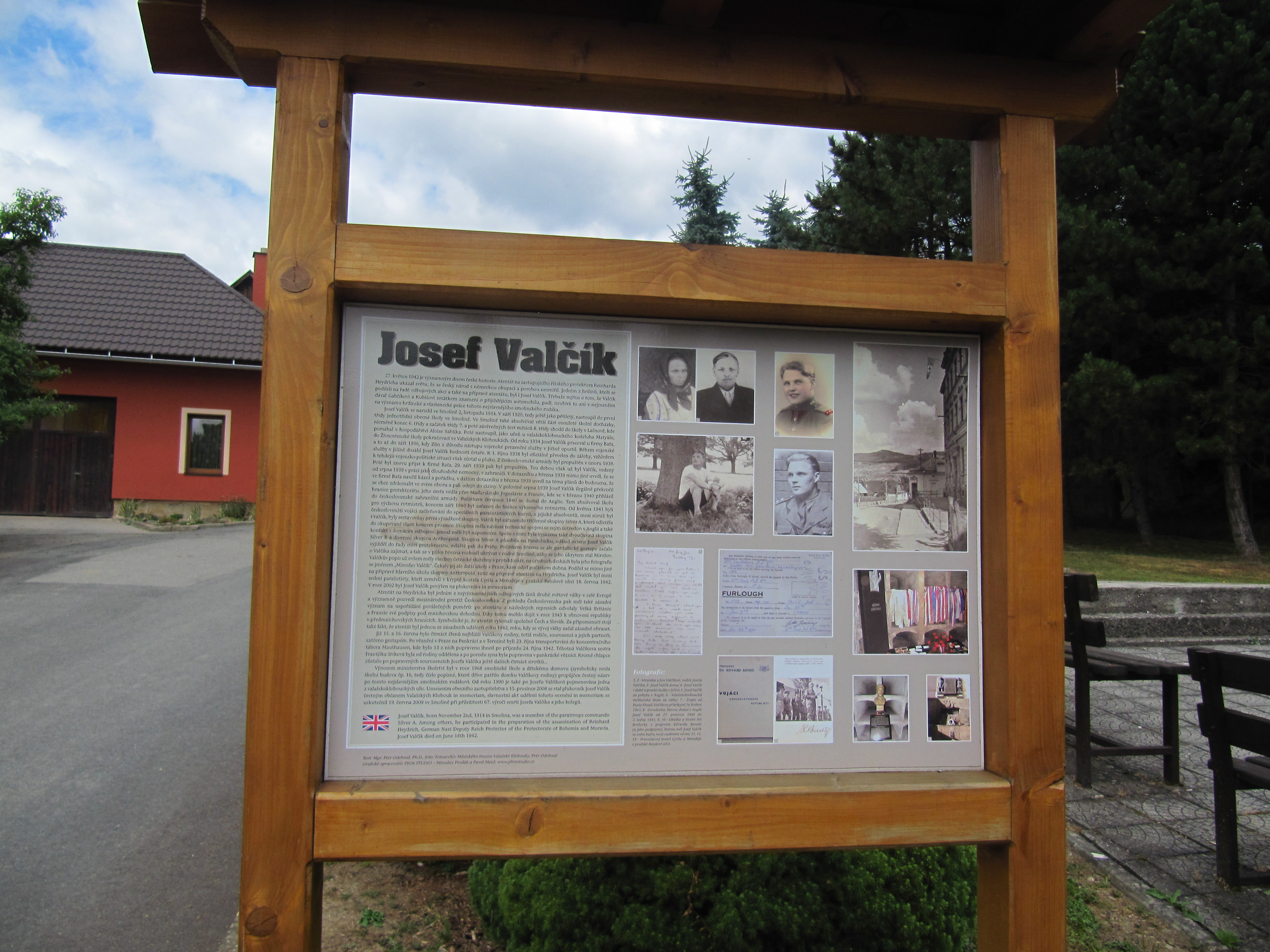
Smolina je rodištěm Josefa Valčíka, jednoho z účastníků atentátu na Heydricha

- Alois Balán, architekt a urbanista
- Miloslav Baláš, spisovatel, překladatel a historik
- Ladislav Baletka, historik
- Eliška Balzerová, herečka
- Lojza Baránek, malíř
- Milan Baroš, fotbalista
- Mojmír Bártek, hudebník a kapelník
- Jožka Baruch, malíř, grafik a ilustrátor
- Tomáš Baťa, podnikatel
- Tomáš Berdych, tenista
- Jan Bezděk, zpěvák
- Marie Bognerová, malířka a ilustrátorka
- Radoslav Brzobohatý, herec
- Bohumír Četyna, spisovatel
- Arnošt Dadák, podnikatel
- Rudolf Danajovič, choreograf
- Jiří Demel, vlastivědec
- Eduard Domluvil, kněz a spisovatel
- Pavel Drda, sochař a keramik
- Robin Ferro, herec
- Petr Fiala, hudebník a zpěvák
- Jaroslav Frydrych, malíř
- Josef Heřman Agapit Gallaš, spisovatel, lékař, básník
- Klára Goldstein, básnířka a překladatelka
- Alois Hába, skladatel
- Zdeněk Hajný, malíř, grafik a psycholog
- Ilja Hartinger, malíř
- Emil Hlavica, sochař
- František Hlavica, malíř a ilustrátor
- Rudolf Hlavica, sochař
- Karel Hofman, malíř
- František Horečka, spisovatel, malíř, národopisný pracovník
- Jakub Chrobák, básník a literární historik
- Igor Indruch, spisovatel a překladatel
- Markéta Irglová, hudebnice
- Metoděj Jahn, spisovatel
- Bohumír Jaroněk, výtvarník
- Vojtěch Jasný, režisér
- Miloš Jirko, básník a překladatel
- Záviš Kalandra, historik a novinář
- Josef Kalus, básník a spisovatel
- Ozef Kalda, spisovatel
- Jan Karafiát, kněz a spisovatel
- Jan Kobzáň, malíř a spisovatel
- Hugo Kosterka, nakladatel a překladatel
- Marius Kotrba, sochař
- Pavel Kotrla, básník a literární kritik
- Jaroslav Králík, grafik a malíř
- Čeněk Kramoliš, spisovatel
- Milan Kremel, jezdec motokrosu
- Jaroslav Křička, hudebník
- Jiří Křižan, spisovatel a scenárista
- Jiří Křenek, spisovatel
- Jiří Křenek, portáš
- Arnošt Kubeša, etnograf
- Amálie Kutinová, spisovatelka
- Cyril Mach, pedagog a odbojář
- Luděk Majer, malíř
- Jiří Meitner, výtvarník
- Augustin Mervart, malíř
- Helena Mičkalová, folkloristka, etnografka a pedagožka
- Jan Misárek-Slavičinský, spisovatel
- Alena Mornštajnová, spisovatelka
- Ladislav Nezdařil, básník a překladatel
- Kornelie Němečková, výtvarnice
- Joža Ország-Vranecký, učitel, etnograf a hudebník
- František Palacký, historik a národní buditel
- Jan Pellár, hudebník
- Bohumil Peroutka, vlastivědný pracovník
- František Podešva, malíř, grafik a ilustrátor
- Marie Podešvová, spisovatelka a překladatelka
- Albín Polášek, sochař
- Jan Nepomuk Polášek, skladatel
- Bolek Polívka, herec
- Jiří Raška, lyžař
- Vlasta Redl, hudebník, skladatel a zpěvák
- Jan Rokyta, herec a hudebník
- Jan Rous, kronikář
- František Segrado, zpěvák
- Alois Schneiderka, malíř
- Josef Schneiderka, malíř
- Ludvík Schneiderka, malíř
- Augustin Skýpala, básník
- Josef Stelibský, hudební skladatel a pianista
- Josef Sousedík, konstruktér
- Antonín Strnadel, malíř a ilustrátor
- Josef Strnadel, literární teoretik, spisovatel a překladatel
- Jaroslav Štika, etnograf
- Jarmila Šuláková, lidová zpěvačka
- František Táborský, spisovatel, bibliofil
- Mirek Topolánek, politik
- Mojmír Trávníček, spisovatel
- Štěpán Trochta, kardinál
- Jan Matzal Troska, spisovatel sci-fi
- Jan Ullrich, jazykovědec
- Josef Váňa, žokej
- Matouš Václavek, spisovatel
- Ludvík Vaculík, spisovatel a publicista
- Josef Valčík, odbojář
- Bartoš Vlček, básník a překladatel
- Vilma Volková, spisovatelka
- Emil Zátopek, atlet
- Jan Žamboch, hudebník